# Municipio de Allegheny (condado de Westmoreland)
El municipio de Allegheny (en inglés: Allegheny Township) es un municipio ubicado en el condado de Westmoreland en el estado estadounidense de Pensilvania. En el año 2000 tenía una población de 8,002 habitantes y una densidad poblacional de 100 personas por km².

## Historia
Aunque muchos creen que el municipio de Allegheny se formó en 1796, parece ser, según los registros disponibles, que en realidad se formó a partir del municipio de Washington en 1820. En su formación, el municipio de Allegheny incluía lo que hoy es Lower Burrell, Hyde Park, Vandergrift, West Leechburg, Arnold y New Kensington. Anteriormente, el Tribunal de Sesiones Trimestrales del Condado de Westmoreland había formado un municipio de Allegheny en diciembre de 1795, al norte del río Kiskiminetas, en lo que hoy se conoce como el condado de Armstrong. La zona era un coto de caza para los indios seneca y, posteriormente, de los delaware.
El Edificio Comunitario del Municipio de Allegheny, sede del gobierno municipal, se construyó en 1976 y se completó al año siguiente en la intersección de la circunvalación de la Ruta 356 de Pensilvania y Junior High School Road, tras la disponibilidad de fondos estatales y federales de los legisladores para financiar el proyecto. El proyecto se llevó a cabo simultáneamente con la finalización de la circunvalación de la Ruta 356 ese mismo año. El edificio constaba de un amplio auditorio de doble puerta con una cortina separadora para dividir la sala en dos si era necesario, una oficina de zonificación, una oficina de supervisión, una oficina de impuestos, una oficina de la autoridad municipal, una sala de conferencias, un almacén, una cocina y una comisaría. Antes de la finalización del edificio, el municipio operaba desde una oficina alquilada en el sótano del centro comercial Kiski Park Plaza, en la Ruta 56, en la intersección de la circunvalación de la Ruta 356.
En el terreno del Edificio Comunitario se construyó una nueva comisaría en el año 2006.
Louise Majocha se convirtió en la primera mujer supervisora del municipio en 1983. Fue nombrada para cubrir el mandato restante de Milton L. Rimmel, de 46 años, quien falleció el 2 de julio de ese año a causa de un infarto. Majocha fue nombrada por los dos miembros supervivientes de la junta, Fred Hoculock y Ron Sheetz, antes de finales de julio. Sin embargo, decidió no presentarse a las elecciones de noviembre y dejó el cargo en enero de 1984, siendo sustituida por Dennis Francart.
En 1983, el municipio aumentó su fuerza policial a tiempo completo de dos a tres oficiales, además de poner un tercer coche patrulla en la carretera.
Ralphaela J. Stoner se convirtió en la primera mujer del municipio elegida como supervisora a finales de los años 80.

## Geografía
El municipio de Allegheny se encuentra ubicado en las coordenadas 40°35′51″N 79°38′19″O / 40.59750, -79.63861.

## Demografía
Según la Oficina del Censo en 2000 los ingresos medios por hogar en la localidad eran de $43,168 y los ingresos medios por familia eran $49,347. Los hombres tenían unos ingresos medios de $40,745 frente a los $25,208 para las mujeres. La renta per cápita para la localidad era de $20,910. Alrededor del 7,8% de la población estaban por debajo del umbral de pobreza.